# غواصة يو بي-40
يو بي-40 غواصة ألمانية من فئة يو بي2 خدمت في البحرية الإمبراطورية الألمانية خلال الحرب العالمية الأولى. تم طلب الغواصة في 22 يوليو 1915 وتم إطلاقها في 25 أبريل 1916. تم تكليفها في البحرية الإمبراطورية الألمانية في 17 أغسطس 1916 باسم يو بي-40. أغرقت الغواصة 100 سفينة في 28 دورية. تم إغراقها في أوستيند عندما انسحب الجيش الألماني من بلجيكا في 5 أكتوبر 1918. تم العثور على حطامها وتحديده من قبل الغواصين في السنوات الأخيرة.